# Senato (Haiti)
Il Senato (Sénat) è la camera alta del Parlamento bicamerale di Haiti, l'Assemblea nazionale.
Il 13 gennaio 2020, è terminato il mandato dei due terzi dei senatori e di tutti i deputati e la mancata programmazione di elezioni generali, il Parlamento di fatto non è più in grado di funzionare. Gli ultimi dieci senatori ancora in carica hanno visto scadere il loro mandato all'inizio di gennaio 2023 senza essere sostituiti.